# Grendon Warren
Grendon Warren var en civil parish fram till 1895 när blev den en del av Pencombe with Grendon Warren, i grevskapet Herefordshire, i England. Civil parish var belägen 6 km från Bromyard och hade 22 invånare år 1891.